# Hong Kong Challenge
Die Hong Kong Challenge war ein in den Jahren 1990 sowie 1991, also insgesamt zwei Mal, ausgetragenes Snookerturnier ohne Einfluss auf die Weltrangliste (Non-ranking-Turnier). Das Turnier fand sowohl in der Saison 1990/91 als auch in der Saison 1991/92 jeweils als Teil der World Series gesponsert von 555 im Hilton Hotel in Hongkong, das damals eine britische Kronkolonie war, ausgetragen. Eingeladen wurden bei der Erstausgabe zwölf und bei der zweiten Ausgabe sechzehn Spieler, die im K.-o.-System den Sieger bestimmten. Während bei der ersten Ausgabe der Thailänder James Wattana mit 9:3 gewann, verlor der Titelverteidiger bei der zweiten Ausgabe im Finale mit 1:9 gegen Stephen Hendry. Wattana spielte jedoch bereits in der ersten Ausgabe mit einem 127er-Break das höchste Break der Turniergeschichte.

## Geschichte
Die erste Ausgabe des Turnieres fand Ende August 1990 mit zwölf Teilnehmern im Hilton Hotel von Hongkong statt. Das Turnier wurde von 555 gesponsert und war Teil der World Series von Barry Hearns Matchroom Sport. Das Preisgeld betrug insgesamt 71.000 Pfund Sterling. Acht der Teilnehmer bestritten eine aus insgesamt vier Partien bestehende erste Runden, deren Sieger im Viertelfinale auf je einen der übrigen vier Teilnehmer trafen. Das Turnier gewann schließlich James Wattana aus Thailand, der im Finale Jimmy White mit 9:3 besiegte. Zugleich spielte er mit einem 127er-Break das höchste Break des Turnieres.
Die zweite Ausgabe des Turnieres wurde zwar erneut im Hilton Hotel ausgetragen und von 555 gesponsert, doch das gesamte Preisgeld belief sich trotz der auf sechzehn gestiegenen Teilnehmerzahl nur noch auf 59.000 £. Dennoch blieb das Turnier Teil der World Series. Die sechzehn Teilnehmer spielten diesmal direkt alle von Beginn im K.-o.-System um den Titel. James Wattana erreichte erneut das Endspiel und traf in diesem auf seinen fast gleichaltrigen, jungen Konkurrenten Stephen Hendry, der ihn mit 9:1 deutlich besiegte. Das höchste Break spielte diesmal der Engländer Gary Wilkinson, dessen 125er-Break jedoch nicht den Vorjahresrekord überbieten konnte.

## Sieger
| Jahr                                      | Austragungsort                            | Sieger                                    | Ergebnis                                  | Finalist                                  | Sponsor                                   | Saison                                    |
| Hong Kong Challenge – Non-ranking-Turnier | Hong Kong Challenge – Non-ranking-Turnier | Hong Kong Challenge – Non-ranking-Turnier | Hong Kong Challenge – Non-ranking-Turnier | Hong Kong Challenge – Non-ranking-Turnier | Hong Kong Challenge – Non-ranking-Turnier | Hong Kong Challenge – Non-ranking-Turnier |
| ----------------------------------------- | ----------------------------------------- | ----------------------------------------- | ----------------------------------------- | ----------------------------------------- | ----------------------------------------- | ----------------------------------------- |
| 1990                                      | Hongkong – Hilton Hotel                   | James Wattana                             | 9:3                                       | Jimmy White                               | 555                                       | 1990/91                                   |
| 1991                                      | Hongkong – Hilton Hotel                   | Stephen Hendry                            | 9:1                                       | James Wattana                             | 555                                       | 1991/92                                   |